# 빌리야 블링케비추테
빌리야 블링케비추테(리투아니아어: Vilija Blinkevičiūtė, 1960년 3월 3일~)는 리투아니아의 변호사, 정치인이다. 유럽 의회 의원이며, 장기 사회 보장 및 노동부 장관을 지냈다. 2006년부터 리투아니아 사회민주당 소속이다.
블링케비추테는 리투아니아 링쿠바에서 태어났다. 링쿠바 중등학교를 우등으로 졸업한 후 빌니우스 국립대학교 법학부에 입학하여 1983년에 졸업, 법학 석사 학위를 취득하였다.

## 정치 경력
1983년부터 사회보장노동부에서 근무하다, 1996년 정계에 뛰어들어 사회보장노동부 차관이 되었다.
롤란다스 팍사스 총리 정부에서 2000년부터 2008년까지 사회보장노동부 장관으로 재직하였다
2021년 리투아니아 사회민주당 대표 선거에서 승리하여 리투아니아 사회민주당 대표가 되었다.

### 유럽 의회 의원 (2009년~현재)
블링케비추테는 2009년과 2014년, 리투아니아 사회민주당 대표로 유럽 의회에 선출되었다. 유럽 의회에서는 사회민주진보연합 그룹에 속해 있다.
2014년 선거 이후, 여성 권리와 성평등 위원회(FEMM) 부의장이 되었고, 2017년 1월에 위원장으로 선출되었다.
또한 고용 및 사회 문제 위원회(EMPL)와 유로네스트 의회 대표단의 정회원이며, 시민 자유, 사법 및 내무 위원회의 대체 위원직을 맡고 있다. 또한 장애에 관한 국제그룹, 아동 권리에 관한 국제그룹 및 극심한 빈곤과 인권에 관한 국제그룹 에도 속해 있다.